# Donald Allan
Donald John Allan (nascido em 24 de setembro de 1949) é um ex-ciclista de pista australiano que competiu nos Jogos Olímpicos e no Tour de France.